# 단체법
독일의 단체법은 개인의 결합으로 성립된 단체의 조직과 운영을 규율하는 법이다.
단체에 대한 법률은 개인에 대한 법률과는 다른 원리를 따르게 되며, 결합의 관념에 있어서 개인중심적 견해와 단체중심적 견해가 대립된다.
독일의 법학자 O.F. 기르케는 단체를 논의적 유기체의 형상으로 파악하였다.

## 같이 보기
- 오토 프리드리히 폰 기르케